# Лимуаз
Лимуа́з (фр. Limoise) — коммуна во Франции, находится в регионе Овернь. Департамент коммуны — Алье. Входит в состав кантона Люрси-Леви. Округ коммуны — Мулен.
Код INSEE коммуны — 03146.

## Население
Население коммуны на 2008 год составляло 169 человек.
| 1962 | 1968 | 1975 | 1982 | 1990 | 1999 | 2008 |
| ---- | ---- | ---- | ---- | ---- | ---- | ---- |
| 177  | 196  | 180  | 180  | 156  | 157  | 169  |

## Экономика
В 2007 году среди 114 человек в трудоспособном возрасте (15—64 лет) 77 были экономически активными, 37 — неактивными (показатель активности — 67,5 %, в 1999 году было 61,6 %). Из 77 активных работали 74 человека (42 мужчины и 32 женщины), безработных было 3 (1 мужчина и 2 женщины). Среди 37 неактивных 17 человек были учениками или студентами, 12 — пенсионерами, 8 были неактивными по другим причинам.

## Достопримечательности
- Церковь Сен-Жак (XIX век), построена по проекту архитектора Жана-Баптиста Моро